# Fernando Climent Huerta
Fernando Climent Huerta (Coria del Río, 27 de mayo de 1958) es un deportista español que compitió en remo.
Participó en cuatro Juegos Olímpicos de Verano entre los años 1984 y 1996, obteniendo una medalla de plata en Los Ángeles 1984 en la prueba de dos sin timonel. Ganó nueve medallas en el Campeonato Mundial de Remo entre los años 1977 y 1993.
Fue presidente de la Federación Española de Remo entre los años 1993 y 2016.

## Biografía
Nació en el seno de una familia valenciana dedicada al cultivo del arroz. Estudió en el Colegio San Francisco de Paula de Sevilla y en los Salesianos de la Trinidad de Sevilla.
En 1984, en los Juegos Olímpicos de Los Ángeles obtuvo su máximo triunfo con una medalla de plata en el dos sin timonel, junto a Luis María Lasúrtegui. Su participación en esta prueba fue precipitada ya que la pareja prevista era Lasúrtegui y José Ramón Oyarzábal, que habían ganado su clasificación a los juegos un año antes en los campeonatos del mundo. Sin embargo, poco antes de viajar a Los Ángeles, Oyárzabal contrajo una bronquitis que le impidió acudir y la Federación Española de Remo eligió a Fernando como sustituto. Lasúrtegui y Climent llegaron a la competición habiendo remado juntos solo tres veces y presentaban grandes diferencias físicas de peso y de estilo, lo que obligó a un reequilibrado de los remos.

## Palmarés internacional
| Juegos Olímpicos   | Juegos Olímpicos             | Juegos Olímpicos  | Juegos Olímpicos          |
| Año                | Lugar                        | Medalla           | Prueba                    |
| ------------------ | ---------------------------- | ----------------- | ------------------------- |
| 1984               | Los Ángeles (Estados Unidos) | Medalla de plata  | Dos sin timonel           |
| Campeonato Mundial |                              |                   |                           |
| Año                | Lugar                        | Medalla           | Prueba                    |
| 1977               | Ámsterdam (Países Bajos)     | Medalla de plata  | Ocho con timonel ligero   |
| 1979               | Bled (Yugoslavia)            | Medalla de oro    | Ocho con timonel ligero   |
| 1980               | Malinas (Bélgica)            | Medalla de bronce | Ocho con timonel ligero   |
| 1981               | Múnich (RFA)                 | Medalla de bronce | Ocho con timonel ligero   |
| 1982               | Lucerna (Suiza)              | Medalla de bronce | Ocho con timonel ligero   |
| 1985               | Malinas (Bélgica)            | Medalla de bronce | Dos sin timonel           |
| 1989               | Bled (Yugoslavia)            | Medalla de plata  | Doble scull ligero        |
| 1991               | Viena (Austria)              | Medalla de bronce | Cuatro sin timonel ligero |
| 1993               | Račice (República Checa)     | Medalla de oro    | Dos sin timonel ligero    |

## Reconocimientos y distinciones
- Medalla de Plata de la Real Orden del Mérito Deportivo, otorgada por el Consejo Superior de Deportes (1994)[5]
- Medalla de Oro de la Real Orden del Mérito Deportivo, otorgada por el Consejo Superior de Deportes (2011)[6]
- Medalla de Andalucía, otorgada por la Junta de Andalucía (1994).[7]